# Ebrahim Chari
Ebrahim Mahdi Chari (pers. ابراهیم خواری ;ur. 1 września 2004) – irański zapaśnik startujący w stylu wolnym.
Zajął siódme miejsce na igrzyskach azjatyckich w 2022. Piąty na mistrzostwach Azji w 2024.
Trzeci na MŚ U-23 w 2024. Wicemistrz świata juniorów w 2024 i Azji w 2023. Mistrz Azji kadetów w 2018 roku.